# Лев зимой (фильм, 2003)
«Лев зимой» (англ. The Lion In Winter) — телефильм, экранизация одноимённой пьесы Джеймса Голдмена, поставленная в США Андреем Кончаловским в 2003 году.

## Сюжет
1183 год. Во время предстоящих Рождественских празднеств король Англии Генрих II, чья жизнь уже клонится к закату, должен назвать имя наследника трона. На это торжественное событие прибывают жена Генриха II Алиенора Аквитанская, которая провела десять лет в тюрьме за участие в заговоре против мужа, любовница короля, тщеславная принцесса Элис, её брат, король Франции Филипп II Август, и трое сыновей Генриха II — Ричард Львиное Сердце, Джеффри и Джон.
Все члены семьи люто ненавидят друг друга. Их объединяет лишь одно — непомерная жажда власти и готовность пойти на любое предательство ради обладания ею.

### Действующие лица
- Генрих II Плантагенет — король Англии
- Алиенора Аквитанская — его супруга
- Ричард I Львиное Сердце — их старший сын, наследник престола
- Джеффри II Плантагенет (герцог Бретани) — второй сын
- Иоанн Безземельный — третий сын
- Филипп II Август — король Франции

## В ролях
| Актёр               | Роль                                 |
| ------------------- | ------------------------------------ |
| Гленн Клоуз         | Алиенора Аквитанская                 |
| Патрик Стюарт       | король Генрих II                     |
| Эндрю Ховард        | Ричард                               |
| Анталь Конрад       | тамада                               |
| Джон Лайт           | Джеффри                              |
| Сома Марко          | юный принц Джон (Иоанн Безземельный) |
| Джонатан Рис-Майерс | Филипп                               |
| Рэйф Сполл          | принц Джон (Иоанн Безземельный)      |
| Юлия Высоцкая       | Элис                                 |
| Клайв Вуд           | Капитан Уильям Маршал                |